# Franciszek Orawiec
Franciszek Orawiec (ur. 11 listopada 1896 w Poroninie, zm. wiosną 1940 w Katyniu) – major piechoty Wojska Polskiego, ofiara zbrodni katyńskiej.

## Życiorys

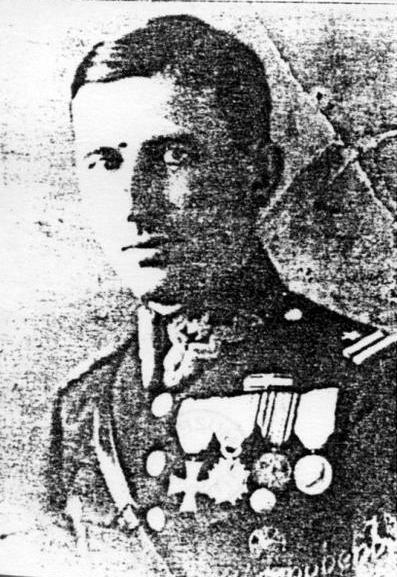
Franciszek Orawiec

Urodził się 11 listopada 1896 w Poroninie, w rodzinie Jakuba ps. „Dewaj” i pochodzącej z Zakopanego Bronisławy z Łukaszczyków. Pochodził z rodu Orawców, jednego z najstarszych i najbardziej zasłużonych w Poroninie. Miał sześcioro rodzeństwa: Helenę, Marię, Anielę (1898–1954), działaczkę kulturalną, poetkę, nowelistkę oraz Ludwikę i bliźniaki Bronisława i Bronisławę. Był kuzynem Franciszka Łukaszczyka. Podobnie jak reszta rodzeństwa, otrzymał od ojca dom, położony w Orawcowej Grapie, jednak zainteresował się bliżej wojskiem. Podczas nauki w nowotarskim gimnazjum wstąpił do 55. Drużyny Strzeleckiej, a wraz z nią w czasie I wojny światowej walczył Legionach Polskich. 15 marca 1915 złożył przedwczesny (wojenny) egzamin dojrzałości. W 1918 został mianowany podporucznikiem.
Po odzyskaniu niepodległości przez Polskę został przydzielony do 1 pułku Strzelców Podhalańskich, następnie do 2 pułku Strzelców Podhalańskich, a w jego szeregach walczył podczas wojny polsko-bolszewickiej 1919–1921 jako dowódca 4 kompanii. Za okazane męstwo i brawurę został odznaczony Krzyżem Walecznych. Po zakończeniu wojny wraz z 2 pspodh. został skierowany do garnizonu pułku w Sanoku. W 1921 ukończył Dywizyjne Centrum Wyszkolenia w Krakowie. W 1922 został awansowany na stopień porucznika piechoty ze starszeństwem z dniem 1 czerwca 1919, a później awansowany na stopień kapitana ze starszeństwem z dniem 1 lipca 1923. W latach 20. nadal służył w 2 pułku Strzelców Podhalańskich.
26 czerwca 1922 w Sanoku ożenił się z Marią Władysławą Beksińską (ur. 18 listopada 1899), córką miejscowego architekta miejskiego, inż. Władysława Beksińskiego. Młoda para otrzymała jako wiano połowę kamienicy przy ul. Jana III Sobieskiego w Sanoku (jej właścicielką pozostawała Maria Władysława, a po 1945 Jerzy Orawiec), jednak oboje zamieszkali w Poroninie, gdzie prowadzili pensjonat. W 1929 Franciszek Orawiec był ojcem chrzestnym bratanka Marii Władysławy, Zdzisława Beksińskiego, późniejszego artysty malarza.
Po ośmiu latach, w 1930 przeniósł się do Zakopanego, gdzie objął funkcję komendanta Szkoły Wysokogórskiej. Został awansowany na stopień majora piechoty ze starszeństwem z dniem 1 stycznia 1931. 23 marca 1932 roku został przeniesiony z 57 pułku piechoty wielkopolskiej do 7 Okręgowego Urzędu Wychowania Fizycznego i Przysposobienia Wojskowego przy Dowództwie Okręgu Korpusu Nr VII w Poznaniu. W czerwcu 1934 roku został przeniesiony do Państwowego Urzędu Wychowania Fizycznego i Przysposobienia Wojskowego w Warszawie na stanowisko szefa sztabu Głównej Komendy Związku Strzeleckiego. Według stanu z marca 1939 był oficerem do zleceń w Państwowym Urzędzie Wychowania Fizycznego i Przysposobienia Wojskowego. Według późniejszej relacji rodziny, w sierpniu 1939 miał być awansowany na stopień podpułkownika, lecz uroczystość nadania stopnia uniemożliwił wybuch wojny.
Z relacji podporucznika rezerwy piechoty Walentego Lubienieckiego wynika, że w nocy z 5 na 6 września 1939 wyjechał z Warszawy transportem kolejowym razem z majorem Orawcem. 9 września przyjechali na stację Trawniki, następnie przez Brody udali się do Kopyczyniec. 14 września wyjechali podwodami z Kopyczyniec do Probużnej i dalej na południe do Jezierzan. 16 września porucznik Lubieniecki otrzymał od majora Orawca rozkaz udania się do Borszczowa po amunicję i benzynę. Wówczas po raz ostatni widział majora. Następnego dnia Borszczów został zajęty przez Armię Czerwoną. Relacja porucznika Lubienieckiego stoi w sprzeczności z informacją podana przez Barbarę Stanisławczyk, jakoby major Orawiec dostał się do niewoli niemieckiej, po czym wraz z grupą oficerów został wymieniony przez Niemców i trafił w ręce Sowietów. Był więziony w obozie w Kozielsku. W tym czasie przesłał do żony Marii Władysławy trzy listy, z których jeden z 27 listopada 1939 zachował się. Wiosną 1940 został przetransportowany do Katynia i rozstrzelany przez funkcjonariuszy Obwodowego Zarządu NKWD w Smoleńsku oraz pracowników NKWD przybyłych z Moskwy na mocy decyzji Biura Politycznego KC WKP(b) z 5 marca 1940. Został pochowany na terenie otwartego 28 lipca 2000 Polskiego Cmentarza Wojennego w Katyniu.
Z żoną Marią Władysławą miał córkę (zmarła na początku maja 1924 tuż po urodzeniu), syna Jerzego (ur. 30 października 1935). Maria Władysława Orawiec była urzędniczką starostwa powiatowego w Sanoku, zmarła tamże 9 grudnia 1947 w wyniku wycieńczenia pobytem w obozie niemieckim po powstaniu warszawskim. Ich syna Jerzego adoptowała wówczas siostra Franciszka Orawca, Aniela Gut-Stapińska. Jerzy Orawiec był aktorem i reżyserem filmów dokumentalnych (zm. 1990). Franciszek Orawiec był stryjem Bronisławy Orawiec-Löffler, która udając się po raz pierwszy do Katynia z zamiarem oddania mu hołdu 10 kwietnia 2010 zginęła w katastrofie lotniczej w Smoleńsku.

## Ordery i odznaczenia
- Krzyż Niepodległości (13 kwietnia 1931)[40]
- Krzyż Walecznych
- Złoty Krzyż Zasługi (19 marca 1936)[41][42]
- Srebrny Krzyż Zasługi (16 marca 1928)[43]
- Medal Pamiątkowy za Wojnę 1918–1921
- Medal Dziesięciolecia Odzyskanej Niepodległości
- Odznaka za Rany i Kontuzje[44]
- Krzyż Oficerski Orderu Białej Róży Finlandii (Finlandia, 1937)[45]
- Krzyż Zasługi Obrońców (Republika Łotewska, 1937)[46]
- Order Krzyża Orła III klasy (Estonia, 1936)[47][48]

## Upamiętnienie
Minister Obrony Narodowej decyzją Nr 439/MON z 5 października 2007 awansował go pośmiertnie na stopień podpułkownika. Awans został ogłoszony 9 listopada 2007 w Warszawie, w trakcie uroczystości „Katyń Pamiętamy – Uczcijmy Pamięć Bohaterów”.
W ramach akcji „Katyń... pamiętamy” / „Katyń... Ocalić od zapomnienia” w Dąbrowie Górniczej przy ulicy Granicznej 21 został zasadzony Dąb Pamięci honorujący Franciszka Orawca.
Nazwisko majora Franciszka Orawca umieszczone jest na symbolicznym grobie ofiar Katynia i Charkowa znajdującym się na zakopiańskim Cmentarzu na Pęksowym Brzyzku. Mogiła Katyńska została odsłonięta 28 kwietnia 1990.